# Tethydraco
Tethydraco (il cui nome significa "drago di Tetide") è un genere estinto di pterosauro pteranodontide vissuto nel Cretaceo superiore (Maastrichtiano), i cui fossili sono stati ritrovati vicino a Sidi Daoui, in Provincia di Khouribga, Marocco. Il genere contiene una singola specie, ossia T. regalis, che rappresenta il primo pteranodontide risalente alla fine del Cretaceo.

## Descrizione
Tethydraco era uno pterosauro di grandi dimensioni: il suo omero misura 231 millimetri (9,09 pollici), mancando tuttavia della testa. La lunghezza dell'omero implica un'apertura alare di circa 5 metri (16,4 piedi), rendendo le dimensioni del Tethydraco paragonabili a quelle dei suoi parenti nordamericani.
Tethydraco rappresenta sia il primo pteranodontide risalente al Maastrichtiano sia il primo proveniente dall'Africa. Numerose caratteristiche consentono di identificarlo come pteranodontide. L'omero si distingue da quello dei nictosauridi per la presenza della cresta deltopettorale, che manca di un'espansione distale a forma di ascia, e da entrambi nyctosauridi e azhdarchidi per la costruzione massiccia. L'ulna molto robusta, carattere tipico degli pteranodntidi, con un corpo centrale espanso. Il femore è caratteristico degli pteranodontidi con una combinazione ad arco incurvato, un carattere derivato di pteranodontidi e nyctosauridi, con una cresta femorale ben sviluppata un troncatere maggiore prominente e un albero femorale distale non espanso, plesiomorfie assenti nei nyctosauridi.
Nonostante le varie somiglianze Tethydraco può essere distinto da Pteranodon per avere una cresta deltopettorale più piccola, posizionata prossimalmente e un ectepicondilo più prominente. Anche la forma è diversa, con il corpo centrale espanso distalmente. Il femore invece è indistinguibile da Pteranodon.

## Classificazione

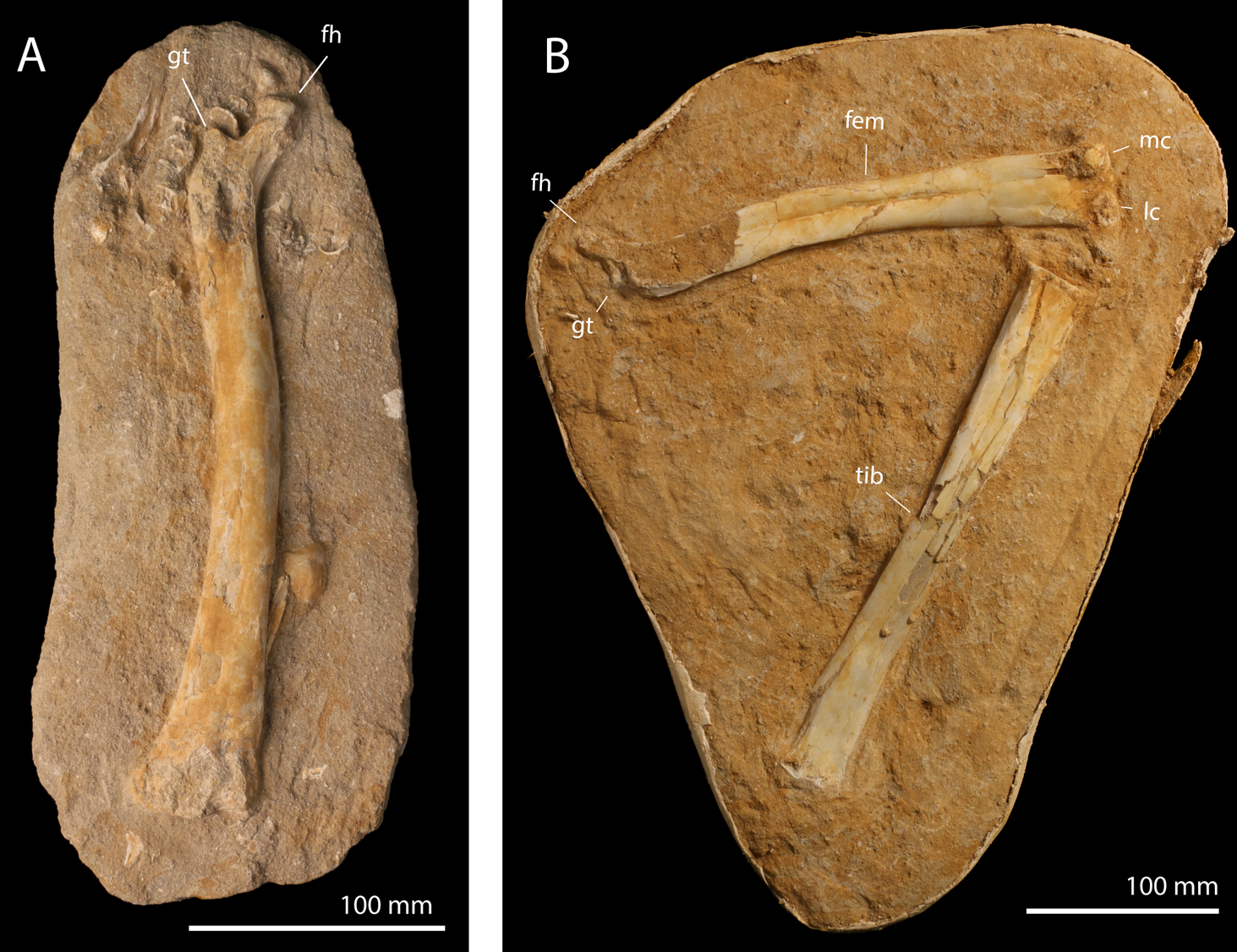
Elementi degli arti posteriori di T. regalis

Di seguito è riportato un cladogramma che mostra i risultati di un'analisi filogenetica presentata per la prima volta da Andres e Myers nel 2014 e aggiornata con dati aggiuntivi di Andres e colleghi nel 2018, che mostra la collocazione di Tethydraco all'interno di Pteranodontidae;
|  | \| \| Geosternbergia sternbergi \| \| \| \| \| \| Pteranodon longiceps \| \| \| \| |
|  |                                                                                    |
|  | Tethydraco regalis                                                                 |
|  |                                                                                    |
|  | Geosternbergia sternbergi                                                          |
|  |                                                                                    |
|  | Pteranodon longiceps                                                               |
|  |                                                                                    |

|  | Geosternbergia sternbergi |
|  |                           |
|  | Pteranodon longiceps      |
|  |                           |

|  | \| \| Geosternbergia sternbergi \| \| \| \| \| \| Pteranodon longiceps \| \| \| \| |
|  |                                                                                    |
|  | Tethydraco regalis                                                                 |
|  |                                                                                    |
|  | Geosternbergia sternbergi                                                          |
|  |                                                                                    |
|  | Pteranodon longiceps                                                               |
|  |                                                                                    |

|  | Geosternbergia sternbergi |
|  |                           |
|  | Pteranodon longiceps      |
|  |                           |

|  | Alcione elanius   |
|  |                   |
|  | Simurghia robusta |
|  |                   |

|  | Barbaridactylus grandis |
|  |                         |
|  | Nyctosaurus lamegoi     |
|  |                         |

|  | Nyctosaurus nanus    |
|  |                      |
|  | Nyctosaurus gracilis |
|  |                      |

|  | Barbaridactylus grandis |
|  |                         |
|  | Nyctosaurus lamegoi     |
|  |                         |

|  | Nyctosaurus nanus    |
|  |                      |
|  | Nyctosaurus gracilis |
|  |                      |

|  | Barbaridactylus grandis |
|  |                         |
|  | Nyctosaurus lamegoi     |
|  |                         |

|  | Nyctosaurus nanus    |
|  |                      |
|  | Nyctosaurus gracilis |
|  |                      |

|  | Barbaridactylus grandis |
|  |                         |
|  | Nyctosaurus lamegoi     |
|  |                         |

|  | Nyctosaurus nanus    |
|  |                      |
|  | Nyctosaurus gracilis |
|  |                      |

|  | Alcione elanius   |
|  |                   |
|  | Simurghia robusta |
|  |                   |

|  | Barbaridactylus grandis |
|  |                         |
|  | Nyctosaurus lamegoi     |
|  |                         |

|  | Nyctosaurus nanus    |
|  |                      |
|  | Nyctosaurus gracilis |
|  |                      |

|  | Barbaridactylus grandis |
|  |                         |
|  | Nyctosaurus lamegoi     |
|  |                         |

|  | Nyctosaurus nanus    |
|  |                      |
|  | Nyctosaurus gracilis |
|  |                      |

|  | Barbaridactylus grandis |
|  |                         |
|  | Nyctosaurus lamegoi     |
|  |                         |

|  | Nyctosaurus nanus    |
|  |                      |
|  | Nyctosaurus gracilis |
|  |                      |

|  | Barbaridactylus grandis |
|  |                         |
|  | Nyctosaurus lamegoi     |
|  |                         |

|  | Nyctosaurus nanus    |
|  |                      |
|  | Nyctosaurus gracilis |
|  |                      |

|  | Alcione elanius   |
|  |                   |
|  | Simurghia robusta |
|  |                   |

|  | Barbaridactylus grandis |
|  |                         |
|  | Nyctosaurus lamegoi     |
|  |                         |

|  | Nyctosaurus nanus    |
|  |                      |
|  | Nyctosaurus gracilis |
|  |                      |

|  | Barbaridactylus grandis |
|  |                         |
|  | Nyctosaurus lamegoi     |
|  |                         |

|  | Nyctosaurus nanus    |
|  |                      |
|  | Nyctosaurus gracilis |
|  |                      |

|  | Barbaridactylus grandis |
|  |                         |
|  | Nyctosaurus lamegoi     |
|  |                         |

|  | Nyctosaurus nanus    |
|  |                      |
|  | Nyctosaurus gracilis |
|  |                      |

|  | Barbaridactylus grandis |
|  |                         |
|  | Nyctosaurus lamegoi     |
|  |                         |

|  | Nyctosaurus nanus    |
|  |                      |
|  | Nyctosaurus gracilis |
|  |                      |

|  | Alcione elanius   |
|  |                   |
|  | Simurghia robusta |
|  |                   |

|  | Barbaridactylus grandis |
|  |                         |
|  | Nyctosaurus lamegoi     |
|  |                         |

|  | Nyctosaurus nanus    |
|  |                      |
|  | Nyctosaurus gracilis |
|  |                      |

|  | Barbaridactylus grandis |
|  |                         |
|  | Nyctosaurus lamegoi     |
|  |                         |

|  | Nyctosaurus nanus    |
|  |                      |
|  | Nyctosaurus gracilis |
|  |                      |

|  | Barbaridactylus grandis |
|  |                         |
|  | Nyctosaurus lamegoi     |
|  |                         |

|  | Nyctosaurus nanus    |
|  |                      |
|  | Nyctosaurus gracilis |
|  |                      |

|  | Barbaridactylus grandis |
|  |                         |
|  | Nyctosaurus lamegoi     |
|  |                         |

|  | Nyctosaurus nanus    |
|  |                      |
|  | Nyctosaurus gracilis |
|  |                      |

|  | Alcione elanius   |
|  |                   |
|  | Simurghia robusta |
|  |                   |

|  | Barbaridactylus grandis |
|  |                         |
|  | Nyctosaurus lamegoi     |
|  |                         |

|  | Nyctosaurus nanus    |
|  |                      |
|  | Nyctosaurus gracilis |
|  |                      |

|  | Barbaridactylus grandis |
|  |                         |
|  | Nyctosaurus lamegoi     |
|  |                         |

|  | Nyctosaurus nanus    |
|  |                      |
|  | Nyctosaurus gracilis |
|  |                      |

|  | Barbaridactylus grandis |
|  |                         |
|  | Nyctosaurus lamegoi     |
|  |                         |

|  | Nyctosaurus nanus    |
|  |                      |
|  | Nyctosaurus gracilis |
|  |                      |

|  | Barbaridactylus grandis |
|  |                         |
|  | Nyctosaurus lamegoi     |
|  |                         |

|  | Nyctosaurus nanus    |
|  |                      |
|  | Nyctosaurus gracilis |
|  |                      |

|  | Alcione elanius   |
|  |                   |
|  | Simurghia robusta |
|  |                   |

|  | Barbaridactylus grandis |
|  |                         |
|  | Nyctosaurus lamegoi     |
|  |                         |

|  | Nyctosaurus nanus    |
|  |                      |
|  | Nyctosaurus gracilis |
|  |                      |

|  | Barbaridactylus grandis |
|  |                         |
|  | Nyctosaurus lamegoi     |
|  |                         |

|  | Nyctosaurus nanus    |
|  |                      |
|  | Nyctosaurus gracilis |
|  |                      |

|  | Barbaridactylus grandis |
|  |                         |
|  | Nyctosaurus lamegoi     |
|  |                         |

|  | Nyctosaurus nanus    |
|  |                      |
|  | Nyctosaurus gracilis |
|  |                      |

|  | Barbaridactylus grandis |
|  |                         |
|  | Nyctosaurus lamegoi     |
|  |                         |

|  | Nyctosaurus nanus    |
|  |                      |
|  | Nyctosaurus gracilis |
|  |                      |

|  | Alcione elanius   |
|  |                   |
|  | Simurghia robusta |
|  |                   |

|  | Barbaridactylus grandis |
|  |                         |
|  | Nyctosaurus lamegoi     |
|  |                         |

|  | Nyctosaurus nanus    |
|  |                      |
|  | Nyctosaurus gracilis |
|  |                      |

|  | Barbaridactylus grandis |
|  |                         |
|  | Nyctosaurus lamegoi     |
|  |                         |

|  | Nyctosaurus nanus    |
|  |                      |
|  | Nyctosaurus gracilis |
|  |                      |

|  | Barbaridactylus grandis |
|  |                         |
|  | Nyctosaurus lamegoi     |
|  |                         |

|  | Nyctosaurus nanus    |
|  |                      |
|  | Nyctosaurus gracilis |
|  |                      |

|  | Barbaridactylus grandis |
|  |                         |
|  | Nyctosaurus lamegoi     |
|  |                         |

|  | Nyctosaurus nanus    |
|  |                      |
|  | Nyctosaurus gracilis |
|  |                      |

|  | Alcione elanius   |
|  |                   |
|  | Simurghia robusta |
|  |                   |

|  | Barbaridactylus grandis |
|  |                         |
|  | Nyctosaurus lamegoi     |
|  |                         |

|  | Nyctosaurus nanus    |
|  |                      |
|  | Nyctosaurus gracilis |
|  |                      |

|  | Barbaridactylus grandis |
|  |                         |
|  | Nyctosaurus lamegoi     |
|  |                         |

|  | Nyctosaurus nanus    |
|  |                      |
|  | Nyctosaurus gracilis |
|  |                      |

|  | Barbaridactylus grandis |
|  |                         |
|  | Nyctosaurus lamegoi     |
|  |                         |

|  | Nyctosaurus nanus    |
|  |                      |
|  | Nyctosaurus gracilis |
|  |                      |

|  | Barbaridactylus grandis |
|  |                         |
|  | Nyctosaurus lamegoi     |
|  |                         |

|  | Nyctosaurus nanus    |
|  |                      |
|  | Nyctosaurus gracilis |
|  |                      |

|  | \| \| Geosternbergia sternbergi \| \| \| \| \| \| Pteranodon longiceps \| \| \| \| |
|  |                                                                                    |
|  | Tethydraco regalis                                                                 |
|  |                                                                                    |
|  | Geosternbergia sternbergi                                                          |
|  |                                                                                    |
|  | Pteranodon longiceps                                                               |
|  |                                                                                    |

|  | Geosternbergia sternbergi |
|  |                           |
|  | Pteranodon longiceps      |
|  |                           |

|  | \| \| Geosternbergia sternbergi \| \| \| \| \| \| Pteranodon longiceps \| \| \| \| |
|  |                                                                                    |
|  | Tethydraco regalis                                                                 |
|  |                                                                                    |
|  | Geosternbergia sternbergi                                                          |
|  |                                                                                    |
|  | Pteranodon longiceps                                                               |
|  |                                                                                    |

|  | Geosternbergia sternbergi |
|  |                           |
|  | Pteranodon longiceps      |
|  |                           |

|  | Alcione elanius   |
|  |                   |
|  | Simurghia robusta |
|  |                   |

|  | Barbaridactylus grandis |
|  |                         |
|  | Nyctosaurus lamegoi     |
|  |                         |

|  | Nyctosaurus nanus    |
|  |                      |
|  | Nyctosaurus gracilis |
|  |                      |

|  | Barbaridactylus grandis |
|  |                         |
|  | Nyctosaurus lamegoi     |
|  |                         |

|  | Nyctosaurus nanus    |
|  |                      |
|  | Nyctosaurus gracilis |
|  |                      |

|  | Barbaridactylus grandis |
|  |                         |
|  | Nyctosaurus lamegoi     |
|  |                         |

|  | Nyctosaurus nanus    |
|  |                      |
|  | Nyctosaurus gracilis |
|  |                      |

|  | Barbaridactylus grandis |
|  |                         |
|  | Nyctosaurus lamegoi     |
|  |                         |

|  | Nyctosaurus nanus    |
|  |                      |
|  | Nyctosaurus gracilis |
|  |                      |

|  | Alcione elanius   |
|  |                   |
|  | Simurghia robusta |
|  |                   |

|  | Barbaridactylus grandis |
|  |                         |
|  | Nyctosaurus lamegoi     |
|  |                         |

|  | Nyctosaurus nanus    |
|  |                      |
|  | Nyctosaurus gracilis |
|  |                      |

|  | Barbaridactylus grandis |
|  |                         |
|  | Nyctosaurus lamegoi     |
|  |                         |

|  | Nyctosaurus nanus    |
|  |                      |
|  | Nyctosaurus gracilis |
|  |                      |

|  | Barbaridactylus grandis |
|  |                         |
|  | Nyctosaurus lamegoi     |
|  |                         |

|  | Nyctosaurus nanus    |
|  |                      |
|  | Nyctosaurus gracilis |
|  |                      |

|  | Barbaridactylus grandis |
|  |                         |
|  | Nyctosaurus lamegoi     |
|  |                         |

|  | Nyctosaurus nanus    |
|  |                      |
|  | Nyctosaurus gracilis |
|  |                      |

|  | Alcione elanius   |
|  |                   |
|  | Simurghia robusta |
|  |                   |

|  | Barbaridactylus grandis |
|  |                         |
|  | Nyctosaurus lamegoi     |
|  |                         |

|  | Nyctosaurus nanus    |
|  |                      |
|  | Nyctosaurus gracilis |
|  |                      |

|  | Barbaridactylus grandis |
|  |                         |
|  | Nyctosaurus lamegoi     |
|  |                         |

|  | Nyctosaurus nanus    |
|  |                      |
|  | Nyctosaurus gracilis |
|  |                      |

|  | Barbaridactylus grandis |
|  |                         |
|  | Nyctosaurus lamegoi     |
|  |                         |

|  | Nyctosaurus nanus    |
|  |                      |
|  | Nyctosaurus gracilis |
|  |                      |

|  | Barbaridactylus grandis |
|  |                         |
|  | Nyctosaurus lamegoi     |
|  |                         |

|  | Nyctosaurus nanus    |
|  |                      |
|  | Nyctosaurus gracilis |
|  |                      |

|  | Alcione elanius   |
|  |                   |
|  | Simurghia robusta |
|  |                   |

|  | Barbaridactylus grandis |
|  |                         |
|  | Nyctosaurus lamegoi     |
|  |                         |

|  | Nyctosaurus nanus    |
|  |                      |
|  | Nyctosaurus gracilis |
|  |                      |

|  | Barbaridactylus grandis |
|  |                         |
|  | Nyctosaurus lamegoi     |
|  |                         |

|  | Nyctosaurus nanus    |
|  |                      |
|  | Nyctosaurus gracilis |
|  |                      |

|  | Barbaridactylus grandis |
|  |                         |
|  | Nyctosaurus lamegoi     |
|  |                         |

|  | Nyctosaurus nanus    |
|  |                      |
|  | Nyctosaurus gracilis |
|  |                      |

|  | Barbaridactylus grandis |
|  |                         |
|  | Nyctosaurus lamegoi     |
|  |                         |

|  | Nyctosaurus nanus    |
|  |                      |
|  | Nyctosaurus gracilis |
|  |                      |

|  | Alcione elanius   |
|  |                   |
|  | Simurghia robusta |
|  |                   |

|  | Barbaridactylus grandis |
|  |                         |
|  | Nyctosaurus lamegoi     |
|  |                         |

|  | Nyctosaurus nanus    |
|  |                      |
|  | Nyctosaurus gracilis |
|  |                      |

|  | Barbaridactylus grandis |
|  |                         |
|  | Nyctosaurus lamegoi     |
|  |                         |

|  | Nyctosaurus nanus    |
|  |                      |
|  | Nyctosaurus gracilis |
|  |                      |

|  | Barbaridactylus grandis |
|  |                         |
|  | Nyctosaurus lamegoi     |
|  |                         |

|  | Nyctosaurus nanus    |
|  |                      |
|  | Nyctosaurus gracilis |
|  |                      |

|  | Barbaridactylus grandis |
|  |                         |
|  | Nyctosaurus lamegoi     |
|  |                         |

|  | Nyctosaurus nanus    |
|  |                      |
|  | Nyctosaurus gracilis |
|  |                      |

|  | Alcione elanius   |
|  |                   |
|  | Simurghia robusta |
|  |                   |

|  | Barbaridactylus grandis |
|  |                         |
|  | Nyctosaurus lamegoi     |
|  |                         |

|  | Nyctosaurus nanus    |
|  |                      |
|  | Nyctosaurus gracilis |
|  |                      |

|  | Barbaridactylus grandis |
|  |                         |
|  | Nyctosaurus lamegoi     |
|  |                         |

|  | Nyctosaurus nanus    |
|  |                      |
|  | Nyctosaurus gracilis |
|  |                      |

|  | Barbaridactylus grandis |
|  |                         |
|  | Nyctosaurus lamegoi     |
|  |                         |

|  | Nyctosaurus nanus    |
|  |                      |
|  | Nyctosaurus gracilis |
|  |                      |

|  | Barbaridactylus grandis |
|  |                         |
|  | Nyctosaurus lamegoi     |
|  |                         |

|  | Nyctosaurus nanus    |
|  |                      |
|  | Nyctosaurus gracilis |
|  |                      |

|  | Alcione elanius   |
|  |                   |
|  | Simurghia robusta |
|  |                   |

|  | Barbaridactylus grandis |
|  |                         |
|  | Nyctosaurus lamegoi     |
|  |                         |

|  | Nyctosaurus nanus    |
|  |                      |
|  | Nyctosaurus gracilis |
|  |                      |

|  | Barbaridactylus grandis |
|  |                         |
|  | Nyctosaurus lamegoi     |
|  |                         |

|  | Nyctosaurus nanus    |
|  |                      |
|  | Nyctosaurus gracilis |
|  |                      |

|  | Barbaridactylus grandis |
|  |                         |
|  | Nyctosaurus lamegoi     |
|  |                         |

|  | Nyctosaurus nanus    |
|  |                      |
|  | Nyctosaurus gracilis |
|  |                      |

|  | Barbaridactylus grandis |
|  |                         |
|  | Nyctosaurus lamegoi     |
|  |                         |

|  | Nyctosaurus nanus    |
|  |                      |
|  | Nyctosaurus gracilis |
|  |                      |

|  | Alcione elanius   |
|  |                   |
|  | Simurghia robusta |
|  |                   |

|  | Barbaridactylus grandis |
|  |                         |
|  | Nyctosaurus lamegoi     |
|  |                         |

|  | Nyctosaurus nanus    |
|  |                      |
|  | Nyctosaurus gracilis |
|  |                      |

|  | Barbaridactylus grandis |
|  |                         |
|  | Nyctosaurus lamegoi     |
|  |                         |

|  | Nyctosaurus nanus    |
|  |                      |
|  | Nyctosaurus gracilis |
|  |                      |

|  | Barbaridactylus grandis |
|  |                         |
|  | Nyctosaurus lamegoi     |
|  |                         |

|  | Nyctosaurus nanus    |
|  |                      |
|  | Nyctosaurus gracilis |
|  |                      |

|  | Barbaridactylus grandis |
|  |                         |
|  | Nyctosaurus lamegoi     |
|  |                         |

|  | Nyctosaurus nanus    |
|  |                      |
|  | Nyctosaurus gracilis |
|  |                      |

|  | \| \| Geosternbergia sternbergi \| \| \| \| \| \| Pteranodon longiceps \| \| \| \| |
|  |                                                                                    |
|  | Tethydraco regalis                                                                 |
|  |                                                                                    |
|  | Geosternbergia sternbergi                                                          |
|  |                                                                                    |
|  | Pteranodon longiceps                                                               |
|  |                                                                                    |

|  | Geosternbergia sternbergi |
|  |                           |
|  | Pteranodon longiceps      |
|  |                           |

|  | \| \| Geosternbergia sternbergi \| \| \| \| \| \| Pteranodon longiceps \| \| \| \| |
|  |                                                                                    |
|  | Tethydraco regalis                                                                 |
|  |                                                                                    |
|  | Geosternbergia sternbergi                                                          |
|  |                                                                                    |
|  | Pteranodon longiceps                                                               |
|  |                                                                                    |

|  | Geosternbergia sternbergi |
|  |                           |
|  | Pteranodon longiceps      |
|  |                           |

|  | Alcione elanius   |
|  |                   |
|  | Simurghia robusta |
|  |                   |

|  | Barbaridactylus grandis |
|  |                         |
|  | Nyctosaurus lamegoi     |
|  |                         |

|  | Nyctosaurus nanus    |
|  |                      |
|  | Nyctosaurus gracilis |
|  |                      |

|  | Barbaridactylus grandis |
|  |                         |
|  | Nyctosaurus lamegoi     |
|  |                         |

|  | Nyctosaurus nanus    |
|  |                      |
|  | Nyctosaurus gracilis |
|  |                      |

|  | Barbaridactylus grandis |
|  |                         |
|  | Nyctosaurus lamegoi     |
|  |                         |

|  | Nyctosaurus nanus    |
|  |                      |
|  | Nyctosaurus gracilis |
|  |                      |

|  | Barbaridactylus grandis |
|  |                         |
|  | Nyctosaurus lamegoi     |
|  |                         |

|  | Nyctosaurus nanus    |
|  |                      |
|  | Nyctosaurus gracilis |
|  |                      |

|  | Alcione elanius   |
|  |                   |
|  | Simurghia robusta |
|  |                   |

|  | Barbaridactylus grandis |
|  |                         |
|  | Nyctosaurus lamegoi     |
|  |                         |

|  | Nyctosaurus nanus    |
|  |                      |
|  | Nyctosaurus gracilis |
|  |                      |

|  | Barbaridactylus grandis |
|  |                         |
|  | Nyctosaurus lamegoi     |
|  |                         |

|  | Nyctosaurus nanus    |
|  |                      |
|  | Nyctosaurus gracilis |
|  |                      |

|  | Barbaridactylus grandis |
|  |                         |
|  | Nyctosaurus lamegoi     |
|  |                         |

|  | Nyctosaurus nanus    |
|  |                      |
|  | Nyctosaurus gracilis |
|  |                      |

|  | Barbaridactylus grandis |
|  |                         |
|  | Nyctosaurus lamegoi     |
|  |                         |

|  | Nyctosaurus nanus    |
|  |                      |
|  | Nyctosaurus gracilis |
|  |                      |

|  | Alcione elanius   |
|  |                   |
|  | Simurghia robusta |
|  |                   |

|  | Barbaridactylus grandis |
|  |                         |
|  | Nyctosaurus lamegoi     |
|  |                         |

|  | Nyctosaurus nanus    |
|  |                      |
|  | Nyctosaurus gracilis |
|  |                      |

|  | Barbaridactylus grandis |
|  |                         |
|  | Nyctosaurus lamegoi     |
|  |                         |

|  | Nyctosaurus nanus    |
|  |                      |
|  | Nyctosaurus gracilis |
|  |                      |

|  | Barbaridactylus grandis |
|  |                         |
|  | Nyctosaurus lamegoi     |
|  |                         |

|  | Nyctosaurus nanus    |
|  |                      |
|  | Nyctosaurus gracilis |
|  |                      |

|  | Barbaridactylus grandis |
|  |                         |
|  | Nyctosaurus lamegoi     |
|  |                         |

|  | Nyctosaurus nanus    |
|  |                      |
|  | Nyctosaurus gracilis |
|  |                      |

|  | Alcione elanius   |
|  |                   |
|  | Simurghia robusta |
|  |                   |

|  | Barbaridactylus grandis |
|  |                         |
|  | Nyctosaurus lamegoi     |
|  |                         |

|  | Nyctosaurus nanus    |
|  |                      |
|  | Nyctosaurus gracilis |
|  |                      |

|  | Barbaridactylus grandis |
|  |                         |
|  | Nyctosaurus lamegoi     |
|  |                         |

|  | Nyctosaurus nanus    |
|  |                      |
|  | Nyctosaurus gracilis |
|  |                      |

|  | Barbaridactylus grandis |
|  |                         |
|  | Nyctosaurus lamegoi     |
|  |                         |

|  | Nyctosaurus nanus    |
|  |                      |
|  | Nyctosaurus gracilis |
|  |                      |

|  | Barbaridactylus grandis |
|  |                         |
|  | Nyctosaurus lamegoi     |
|  |                         |

|  | Nyctosaurus nanus    |
|  |                      |
|  | Nyctosaurus gracilis |
|  |                      |

|  | Alcione elanius   |
|  |                   |
|  | Simurghia robusta |
|  |                   |

|  | Barbaridactylus grandis |
|  |                         |
|  | Nyctosaurus lamegoi     |
|  |                         |

|  | Nyctosaurus nanus    |
|  |                      |
|  | Nyctosaurus gracilis |
|  |                      |

|  | Barbaridactylus grandis |
|  |                         |
|  | Nyctosaurus lamegoi     |
|  |                         |

|  | Nyctosaurus nanus    |
|  |                      |
|  | Nyctosaurus gracilis |
|  |                      |

|  | Barbaridactylus grandis |
|  |                         |
|  | Nyctosaurus lamegoi     |
|  |                         |

|  | Nyctosaurus nanus    |
|  |                      |
|  | Nyctosaurus gracilis |
|  |                      |

|  | Barbaridactylus grandis |
|  |                         |
|  | Nyctosaurus lamegoi     |
|  |                         |

|  | Nyctosaurus nanus    |
|  |                      |
|  | Nyctosaurus gracilis |
|  |                      |

|  | Alcione elanius   |
|  |                   |
|  | Simurghia robusta |
|  |                   |

|  | Barbaridactylus grandis |
|  |                         |
|  | Nyctosaurus lamegoi     |
|  |                         |

|  | Nyctosaurus nanus    |
|  |                      |
|  | Nyctosaurus gracilis |
|  |                      |

|  | Barbaridactylus grandis |
|  |                         |
|  | Nyctosaurus lamegoi     |
|  |                         |

|  | Nyctosaurus nanus    |
|  |                      |
|  | Nyctosaurus gracilis |
|  |                      |

|  | Barbaridactylus grandis |
|  |                         |
|  | Nyctosaurus lamegoi     |
|  |                         |

|  | Nyctosaurus nanus    |
|  |                      |
|  | Nyctosaurus gracilis |
|  |                      |

|  | Barbaridactylus grandis |
|  |                         |
|  | Nyctosaurus lamegoi     |
|  |                         |

|  | Nyctosaurus nanus    |
|  |                      |
|  | Nyctosaurus gracilis |
|  |                      |

|  | Alcione elanius   |
|  |                   |
|  | Simurghia robusta |
|  |                   |

|  | Barbaridactylus grandis |
|  |                         |
|  | Nyctosaurus lamegoi     |
|  |                         |

|  | Nyctosaurus nanus    |
|  |                      |
|  | Nyctosaurus gracilis |
|  |                      |

|  | Barbaridactylus grandis |
|  |                         |
|  | Nyctosaurus lamegoi     |
|  |                         |

|  | Nyctosaurus nanus    |
|  |                      |
|  | Nyctosaurus gracilis |
|  |                      |

|  | Barbaridactylus grandis |
|  |                         |
|  | Nyctosaurus lamegoi     |
|  |                         |

|  | Nyctosaurus nanus    |
|  |                      |
|  | Nyctosaurus gracilis |
|  |                      |

|  | Barbaridactylus grandis |
|  |                         |
|  | Nyctosaurus lamegoi     |
|  |                         |

|  | Nyctosaurus nanus    |
|  |                      |
|  | Nyctosaurus gracilis |
|  |                      |

|  | Alcione elanius   |
|  |                   |
|  | Simurghia robusta |
|  |                   |

|  | Barbaridactylus grandis |
|  |                         |
|  | Nyctosaurus lamegoi     |
|  |                         |

|  | Nyctosaurus nanus    |
|  |                      |
|  | Nyctosaurus gracilis |
|  |                      |

|  | Barbaridactylus grandis |
|  |                         |
|  | Nyctosaurus lamegoi     |
|  |                         |

|  | Nyctosaurus nanus    |
|  |                      |
|  | Nyctosaurus gracilis |
|  |                      |

|  | Barbaridactylus grandis |
|  |                         |
|  | Nyctosaurus lamegoi     |
|  |                         |

|  | Nyctosaurus nanus    |
|  |                      |
|  | Nyctosaurus gracilis |
|  |                      |

|  | Barbaridactylus grandis |
|  |                         |
|  | Nyctosaurus lamegoi     |
|  |                         |

|  | Nyctosaurus nanus    |
|  |                      |
|  | Nyctosaurus gracilis |
|  |                      |

|  | \| \| Geosternbergia sternbergi \| \| \| \| \| \| Pteranodon longiceps \| \| \| \| |
|  |                                                                                    |
|  | Tethydraco regalis                                                                 |
|  |                                                                                    |
|  | Geosternbergia sternbergi                                                          |
|  |                                                                                    |
|  | Pteranodon longiceps                                                               |
|  |                                                                                    |

|  | Geosternbergia sternbergi |
|  |                           |
|  | Pteranodon longiceps      |
|  |                           |

|  | \| \| Geosternbergia sternbergi \| \| \| \| \| \| Pteranodon longiceps \| \| \| \| |
|  |                                                                                    |
|  | Tethydraco regalis                                                                 |
|  |                                                                                    |
|  | Geosternbergia sternbergi                                                          |
|  |                                                                                    |
|  | Pteranodon longiceps                                                               |
|  |                                                                                    |

|  | Geosternbergia sternbergi |
|  |                           |
|  | Pteranodon longiceps      |
|  |                           |

|  | Alcione elanius   |
|  |                   |
|  | Simurghia robusta |
|  |                   |

|  | Barbaridactylus grandis |
|  |                         |
|  | Nyctosaurus lamegoi     |
|  |                         |

|  | Nyctosaurus nanus    |
|  |                      |
|  | Nyctosaurus gracilis |
|  |                      |

|  | Barbaridactylus grandis |
|  |                         |
|  | Nyctosaurus lamegoi     |
|  |                         |

|  | Nyctosaurus nanus    |
|  |                      |
|  | Nyctosaurus gracilis |
|  |                      |

|  | Barbaridactylus grandis |
|  |                         |
|  | Nyctosaurus lamegoi     |
|  |                         |

|  | Nyctosaurus nanus    |
|  |                      |
|  | Nyctosaurus gracilis |
|  |                      |

|  | Barbaridactylus grandis |
|  |                         |
|  | Nyctosaurus lamegoi     |
|  |                         |

|  | Nyctosaurus nanus    |
|  |                      |
|  | Nyctosaurus gracilis |
|  |                      |

|  | Alcione elanius   |
|  |                   |
|  | Simurghia robusta |
|  |                   |

|  | Barbaridactylus grandis |
|  |                         |
|  | Nyctosaurus lamegoi     |
|  |                         |

|  | Nyctosaurus nanus    |
|  |                      |
|  | Nyctosaurus gracilis |
|  |                      |

|  | Barbaridactylus grandis |
|  |                         |
|  | Nyctosaurus lamegoi     |
|  |                         |

|  | Nyctosaurus nanus    |
|  |                      |
|  | Nyctosaurus gracilis |
|  |                      |

|  | Barbaridactylus grandis |
|  |                         |
|  | Nyctosaurus lamegoi     |
|  |                         |

|  | Nyctosaurus nanus    |
|  |                      |
|  | Nyctosaurus gracilis |
|  |                      |

|  | Barbaridactylus grandis |
|  |                         |
|  | Nyctosaurus lamegoi     |
|  |                         |

|  | Nyctosaurus nanus    |
|  |                      |
|  | Nyctosaurus gracilis |
|  |                      |

|  | Alcione elanius   |
|  |                   |
|  | Simurghia robusta |
|  |                   |

|  | Barbaridactylus grandis |
|  |                         |
|  | Nyctosaurus lamegoi     |
|  |                         |

|  | Nyctosaurus nanus    |
|  |                      |
|  | Nyctosaurus gracilis |
|  |                      |

|  | Barbaridactylus grandis |
|  |                         |
|  | Nyctosaurus lamegoi     |
|  |                         |

|  | Nyctosaurus nanus    |
|  |                      |
|  | Nyctosaurus gracilis |
|  |                      |

|  | Barbaridactylus grandis |
|  |                         |
|  | Nyctosaurus lamegoi     |
|  |                         |

|  | Nyctosaurus nanus    |
|  |                      |
|  | Nyctosaurus gracilis |
|  |                      |

|  | Barbaridactylus grandis |
|  |                         |
|  | Nyctosaurus lamegoi     |
|  |                         |

|  | Nyctosaurus nanus    |
|  |                      |
|  | Nyctosaurus gracilis |
|  |                      |

|  | Alcione elanius   |
|  |                   |
|  | Simurghia robusta |
|  |                   |

|  | Barbaridactylus grandis |
|  |                         |
|  | Nyctosaurus lamegoi     |
|  |                         |

|  | Nyctosaurus nanus    |
|  |                      |
|  | Nyctosaurus gracilis |
|  |                      |

|  | Barbaridactylus grandis |
|  |                         |
|  | Nyctosaurus lamegoi     |
|  |                         |

|  | Nyctosaurus nanus    |
|  |                      |
|  | Nyctosaurus gracilis |
|  |                      |

|  | Barbaridactylus grandis |
|  |                         |
|  | Nyctosaurus lamegoi     |
|  |                         |

|  | Nyctosaurus nanus    |
|  |                      |
|  | Nyctosaurus gracilis |
|  |                      |

|  | Barbaridactylus grandis |
|  |                         |
|  | Nyctosaurus lamegoi     |
|  |                         |

|  | Nyctosaurus nanus    |
|  |                      |
|  | Nyctosaurus gracilis |
|  |                      |

|  | Alcione elanius   |
|  |                   |
|  | Simurghia robusta |
|  |                   |

|  | Barbaridactylus grandis |
|  |                         |
|  | Nyctosaurus lamegoi     |
|  |                         |

|  | Nyctosaurus nanus    |
|  |                      |
|  | Nyctosaurus gracilis |
|  |                      |

|  | Barbaridactylus grandis |
|  |                         |
|  | Nyctosaurus lamegoi     |
|  |                         |

|  | Nyctosaurus nanus    |
|  |                      |
|  | Nyctosaurus gracilis |
|  |                      |

|  | Barbaridactylus grandis |
|  |                         |
|  | Nyctosaurus lamegoi     |
|  |                         |

|  | Nyctosaurus nanus    |
|  |                      |
|  | Nyctosaurus gracilis |
|  |                      |

|  | Barbaridactylus grandis |
|  |                         |
|  | Nyctosaurus lamegoi     |
|  |                         |

|  | Nyctosaurus nanus    |
|  |                      |
|  | Nyctosaurus gracilis |
|  |                      |

|  | Alcione elanius   |
|  |                   |
|  | Simurghia robusta |
|  |                   |

|  | Barbaridactylus grandis |
|  |                         |
|  | Nyctosaurus lamegoi     |
|  |                         |

|  | Nyctosaurus nanus    |
|  |                      |
|  | Nyctosaurus gracilis |
|  |                      |

|  | Barbaridactylus grandis |
|  |                         |
|  | Nyctosaurus lamegoi     |
|  |                         |

|  | Nyctosaurus nanus    |
|  |                      |
|  | Nyctosaurus gracilis |
|  |                      |

|  | Barbaridactylus grandis |
|  |                         |
|  | Nyctosaurus lamegoi     |
|  |                         |

|  | Nyctosaurus nanus    |
|  |                      |
|  | Nyctosaurus gracilis |
|  |                      |

|  | Barbaridactylus grandis |
|  |                         |
|  | Nyctosaurus lamegoi     |
|  |                         |

|  | Nyctosaurus nanus    |
|  |                      |
|  | Nyctosaurus gracilis |
|  |                      |

|  | Alcione elanius   |
|  |                   |
|  | Simurghia robusta |
|  |                   |

|  | Barbaridactylus grandis |
|  |                         |
|  | Nyctosaurus lamegoi     |
|  |                         |

|  | Nyctosaurus nanus    |
|  |                      |
|  | Nyctosaurus gracilis |
|  |                      |

|  | Barbaridactylus grandis |
|  |                         |
|  | Nyctosaurus lamegoi     |
|  |                         |

|  | Nyctosaurus nanus    |
|  |                      |
|  | Nyctosaurus gracilis |
|  |                      |

|  | Barbaridactylus grandis |
|  |                         |
|  | Nyctosaurus lamegoi     |
|  |                         |

|  | Nyctosaurus nanus    |
|  |                      |
|  | Nyctosaurus gracilis |
|  |                      |

|  | Barbaridactylus grandis |
|  |                         |
|  | Nyctosaurus lamegoi     |
|  |                         |

|  | Nyctosaurus nanus    |
|  |                      |
|  | Nyctosaurus gracilis |
|  |                      |

|  | Alcione elanius   |
|  |                   |
|  | Simurghia robusta |
|  |                   |

|  | Barbaridactylus grandis |
|  |                         |
|  | Nyctosaurus lamegoi     |
|  |                         |

|  | Nyctosaurus nanus    |
|  |                      |
|  | Nyctosaurus gracilis |
|  |                      |

|  | Barbaridactylus grandis |
|  |                         |
|  | Nyctosaurus lamegoi     |
|  |                         |

|  | Nyctosaurus nanus    |
|  |                      |
|  | Nyctosaurus gracilis |
|  |                      |

|  | Barbaridactylus grandis |
|  |                         |
|  | Nyctosaurus lamegoi     |
|  |                         |

|  | Nyctosaurus nanus    |
|  |                      |
|  | Nyctosaurus gracilis |
|  |                      |

|  | Barbaridactylus grandis |
|  |                         |
|  | Nyctosaurus lamegoi     |
|  |                         |

|  | Nyctosaurus nanus    |
|  |                      |
|  | Nyctosaurus gracilis |
|  |                      |

|  | \| \| Geosternbergia sternbergi \| \| \| \| \| \| Pteranodon longiceps \| \| \| \| |
|  |                                                                                    |
|  | Tethydraco regalis                                                                 |
|  |                                                                                    |
|  | Geosternbergia sternbergi                                                          |
|  |                                                                                    |
|  | Pteranodon longiceps                                                               |
|  |                                                                                    |

|  | Geosternbergia sternbergi |
|  |                           |
|  | Pteranodon longiceps      |
|  |                           |

|  | \| \| Geosternbergia sternbergi \| \| \| \| \| \| Pteranodon longiceps \| \| \| \| |
|  |                                                                                    |
|  | Tethydraco regalis                                                                 |
|  |                                                                                    |
|  | Geosternbergia sternbergi                                                          |
|  |                                                                                    |
|  | Pteranodon longiceps                                                               |
|  |                                                                                    |

|  | Geosternbergia sternbergi |
|  |                           |
|  | Pteranodon longiceps      |
|  |                           |

|  | Alcione elanius   |
|  |                   |
|  | Simurghia robusta |
|  |                   |

|  | Barbaridactylus grandis |
|  |                         |
|  | Nyctosaurus lamegoi     |
|  |                         |

|  | Nyctosaurus nanus    |
|  |                      |
|  | Nyctosaurus gracilis |
|  |                      |

|  | Barbaridactylus grandis |
|  |                         |
|  | Nyctosaurus lamegoi     |
|  |                         |

|  | Nyctosaurus nanus    |
|  |                      |
|  | Nyctosaurus gracilis |
|  |                      |

|  | Barbaridactylus grandis |
|  |                         |
|  | Nyctosaurus lamegoi     |
|  |                         |

|  | Nyctosaurus nanus    |
|  |                      |
|  | Nyctosaurus gracilis |
|  |                      |

|  | Barbaridactylus grandis |
|  |                         |
|  | Nyctosaurus lamegoi     |
|  |                         |

|  | Nyctosaurus nanus    |
|  |                      |
|  | Nyctosaurus gracilis |
|  |                      |

|  | Alcione elanius   |
|  |                   |
|  | Simurghia robusta |
|  |                   |

|  | Barbaridactylus grandis |
|  |                         |
|  | Nyctosaurus lamegoi     |
|  |                         |

|  | Nyctosaurus nanus    |
|  |                      |
|  | Nyctosaurus gracilis |
|  |                      |

|  | Barbaridactylus grandis |
|  |                         |
|  | Nyctosaurus lamegoi     |
|  |                         |

|  | Nyctosaurus nanus    |
|  |                      |
|  | Nyctosaurus gracilis |
|  |                      |

|  | Barbaridactylus grandis |
|  |                         |
|  | Nyctosaurus lamegoi     |
|  |                         |

|  | Nyctosaurus nanus    |
|  |                      |
|  | Nyctosaurus gracilis |
|  |                      |

|  | Barbaridactylus grandis |
|  |                         |
|  | Nyctosaurus lamegoi     |
|  |                         |

|  | Nyctosaurus nanus    |
|  |                      |
|  | Nyctosaurus gracilis |
|  |                      |

|  | Alcione elanius   |
|  |                   |
|  | Simurghia robusta |
|  |                   |

|  | Barbaridactylus grandis |
|  |                         |
|  | Nyctosaurus lamegoi     |
|  |                         |

|  | Nyctosaurus nanus    |
|  |                      |
|  | Nyctosaurus gracilis |
|  |                      |

|  | Barbaridactylus grandis |
|  |                         |
|  | Nyctosaurus lamegoi     |
|  |                         |

|  | Nyctosaurus nanus    |
|  |                      |
|  | Nyctosaurus gracilis |
|  |                      |

|  | Barbaridactylus grandis |
|  |                         |
|  | Nyctosaurus lamegoi     |
|  |                         |

|  | Nyctosaurus nanus    |
|  |                      |
|  | Nyctosaurus gracilis |
|  |                      |

|  | Barbaridactylus grandis |
|  |                         |
|  | Nyctosaurus lamegoi     |
|  |                         |

|  | Nyctosaurus nanus    |
|  |                      |
|  | Nyctosaurus gracilis |
|  |                      |

|  | Alcione elanius   |
|  |                   |
|  | Simurghia robusta |
|  |                   |

|  | Barbaridactylus grandis |
|  |                         |
|  | Nyctosaurus lamegoi     |
|  |                         |

|  | Nyctosaurus nanus    |
|  |                      |
|  | Nyctosaurus gracilis |
|  |                      |

|  | Barbaridactylus grandis |
|  |                         |
|  | Nyctosaurus lamegoi     |
|  |                         |

|  | Nyctosaurus nanus    |
|  |                      |
|  | Nyctosaurus gracilis |
|  |                      |

|  | Barbaridactylus grandis |
|  |                         |
|  | Nyctosaurus lamegoi     |
|  |                         |

|  | Nyctosaurus nanus    |
|  |                      |
|  | Nyctosaurus gracilis |
|  |                      |

|  | Barbaridactylus grandis |
|  |                         |
|  | Nyctosaurus lamegoi     |
|  |                         |

|  | Nyctosaurus nanus    |
|  |                      |
|  | Nyctosaurus gracilis |
|  |                      |

|  | Alcione elanius   |
|  |                   |
|  | Simurghia robusta |
|  |                   |

|  | Barbaridactylus grandis |
|  |                         |
|  | Nyctosaurus lamegoi     |
|  |                         |

|  | Nyctosaurus nanus    |
|  |                      |
|  | Nyctosaurus gracilis |
|  |                      |

|  | Barbaridactylus grandis |
|  |                         |
|  | Nyctosaurus lamegoi     |
|  |                         |

|  | Nyctosaurus nanus    |
|  |                      |
|  | Nyctosaurus gracilis |
|  |                      |

|  | Barbaridactylus grandis |
|  |                         |
|  | Nyctosaurus lamegoi     |
|  |                         |

|  | Nyctosaurus nanus    |
|  |                      |
|  | Nyctosaurus gracilis |
|  |                      |

|  | Barbaridactylus grandis |
|  |                         |
|  | Nyctosaurus lamegoi     |
|  |                         |

|  | Nyctosaurus nanus    |
|  |                      |
|  | Nyctosaurus gracilis |
|  |                      |

|  | Alcione elanius   |
|  |                   |
|  | Simurghia robusta |
|  |                   |

|  | Barbaridactylus grandis |
|  |                         |
|  | Nyctosaurus lamegoi     |
|  |                         |

|  | Nyctosaurus nanus    |
|  |                      |
|  | Nyctosaurus gracilis |
|  |                      |

|  | Barbaridactylus grandis |
|  |                         |
|  | Nyctosaurus lamegoi     |
|  |                         |

|  | Nyctosaurus nanus    |
|  |                      |
|  | Nyctosaurus gracilis |
|  |                      |

|  | Barbaridactylus grandis |
|  |                         |
|  | Nyctosaurus lamegoi     |
|  |                         |

|  | Nyctosaurus nanus    |
|  |                      |
|  | Nyctosaurus gracilis |
|  |                      |

|  | Barbaridactylus grandis |
|  |                         |
|  | Nyctosaurus lamegoi     |
|  |                         |

|  | Nyctosaurus nanus    |
|  |                      |
|  | Nyctosaurus gracilis |
|  |                      |

|  | Alcione elanius   |
|  |                   |
|  | Simurghia robusta |
|  |                   |

|  | Barbaridactylus grandis |
|  |                         |
|  | Nyctosaurus lamegoi     |
|  |                         |

|  | Nyctosaurus nanus    |
|  |                      |
|  | Nyctosaurus gracilis |
|  |                      |

|  | Barbaridactylus grandis |
|  |                         |
|  | Nyctosaurus lamegoi     |
|  |                         |

|  | Nyctosaurus nanus    |
|  |                      |
|  | Nyctosaurus gracilis |
|  |                      |

|  | Barbaridactylus grandis |
|  |                         |
|  | Nyctosaurus lamegoi     |
|  |                         |

|  | Nyctosaurus nanus    |
|  |                      |
|  | Nyctosaurus gracilis |
|  |                      |

|  | Barbaridactylus grandis |
|  |                         |
|  | Nyctosaurus lamegoi     |
|  |                         |

|  | Nyctosaurus nanus    |
|  |                      |
|  | Nyctosaurus gracilis |
|  |                      |

|  | Alcione elanius   |
|  |                   |
|  | Simurghia robusta |
|  |                   |

|  | Barbaridactylus grandis |
|  |                         |
|  | Nyctosaurus lamegoi     |
|  |                         |

|  | Nyctosaurus nanus    |
|  |                      |
|  | Nyctosaurus gracilis |
|  |                      |

|  | Barbaridactylus grandis |
|  |                         |
|  | Nyctosaurus lamegoi     |
|  |                         |

|  | Nyctosaurus nanus    |
|  |                      |
|  | Nyctosaurus gracilis |
|  |                      |

|  | Barbaridactylus grandis |
|  |                         |
|  | Nyctosaurus lamegoi     |
|  |                         |

|  | Nyctosaurus nanus    |
|  |                      |
|  | Nyctosaurus gracilis |
|  |                      |

|  | Barbaridactylus grandis |
|  |                         |
|  | Nyctosaurus lamegoi     |
|  |                         |

|  | Nyctosaurus nanus    |
|  |                      |
|  | Nyctosaurus gracilis |
|  |                      |

|  | \| \| Geosternbergia sternbergi \| \| \| \| \| \| Pteranodon longiceps \| \| \| \| |
|  |                                                                                    |
|  | Tethydraco regalis                                                                 |
|  |                                                                                    |
|  | Geosternbergia sternbergi                                                          |
|  |                                                                                    |
|  | Pteranodon longiceps                                                               |
|  |                                                                                    |

|  | Geosternbergia sternbergi |
|  |                           |
|  | Pteranodon longiceps      |
|  |                           |

|  | \| \| Geosternbergia sternbergi \| \| \| \| \| \| Pteranodon longiceps \| \| \| \| |
|  |                                                                                    |
|  | Tethydraco regalis                                                                 |
|  |                                                                                    |
|  | Geosternbergia sternbergi                                                          |
|  |                                                                                    |
|  | Pteranodon longiceps                                                               |
|  |                                                                                    |

|  | Geosternbergia sternbergi |
|  |                           |
|  | Pteranodon longiceps      |
|  |                           |

|  | Alcione elanius   |
|  |                   |
|  | Simurghia robusta |
|  |                   |

|  | Barbaridactylus grandis |
|  |                         |
|  | Nyctosaurus lamegoi     |
|  |                         |

|  | Nyctosaurus nanus    |
|  |                      |
|  | Nyctosaurus gracilis |
|  |                      |

|  | Barbaridactylus grandis |
|  |                         |
|  | Nyctosaurus lamegoi     |
|  |                         |

|  | Nyctosaurus nanus    |
|  |                      |
|  | Nyctosaurus gracilis |
|  |                      |

|  | Barbaridactylus grandis |
|  |                         |
|  | Nyctosaurus lamegoi     |
|  |                         |

|  | Nyctosaurus nanus    |
|  |                      |
|  | Nyctosaurus gracilis |
|  |                      |

|  | Barbaridactylus grandis |
|  |                         |
|  | Nyctosaurus lamegoi     |
|  |                         |

|  | Nyctosaurus nanus    |
|  |                      |
|  | Nyctosaurus gracilis |
|  |                      |

|  | Alcione elanius   |
|  |                   |
|  | Simurghia robusta |
|  |                   |

|  | Barbaridactylus grandis |
|  |                         |
|  | Nyctosaurus lamegoi     |
|  |                         |

|  | Nyctosaurus nanus    |
|  |                      |
|  | Nyctosaurus gracilis |
|  |                      |

|  | Barbaridactylus grandis |
|  |                         |
|  | Nyctosaurus lamegoi     |
|  |                         |

|  | Nyctosaurus nanus    |
|  |                      |
|  | Nyctosaurus gracilis |
|  |                      |

|  | Barbaridactylus grandis |
|  |                         |
|  | Nyctosaurus lamegoi     |
|  |                         |

|  | Nyctosaurus nanus    |
|  |                      |
|  | Nyctosaurus gracilis |
|  |                      |

|  | Barbaridactylus grandis |
|  |                         |
|  | Nyctosaurus lamegoi     |
|  |                         |

|  | Nyctosaurus nanus    |
|  |                      |
|  | Nyctosaurus gracilis |
|  |                      |

|  | Alcione elanius   |
|  |                   |
|  | Simurghia robusta |
|  |                   |

|  | Barbaridactylus grandis |
|  |                         |
|  | Nyctosaurus lamegoi     |
|  |                         |

|  | Nyctosaurus nanus    |
|  |                      |
|  | Nyctosaurus gracilis |
|  |                      |

|  | Barbaridactylus grandis |
|  |                         |
|  | Nyctosaurus lamegoi     |
|  |                         |

|  | Nyctosaurus nanus    |
|  |                      |
|  | Nyctosaurus gracilis |
|  |                      |

|  | Barbaridactylus grandis |
|  |                         |
|  | Nyctosaurus lamegoi     |
|  |                         |

|  | Nyctosaurus nanus    |
|  |                      |
|  | Nyctosaurus gracilis |
|  |                      |

|  | Barbaridactylus grandis |
|  |                         |
|  | Nyctosaurus lamegoi     |
|  |                         |

|  | Nyctosaurus nanus    |
|  |                      |
|  | Nyctosaurus gracilis |
|  |                      |

|  | Alcione elanius   |
|  |                   |
|  | Simurghia robusta |
|  |                   |

|  | Barbaridactylus grandis |
|  |                         |
|  | Nyctosaurus lamegoi     |
|  |                         |

|  | Nyctosaurus nanus    |
|  |                      |
|  | Nyctosaurus gracilis |
|  |                      |

|  | Barbaridactylus grandis |
|  |                         |
|  | Nyctosaurus lamegoi     |
|  |                         |

|  | Nyctosaurus nanus    |
|  |                      |
|  | Nyctosaurus gracilis |
|  |                      |

|  | Barbaridactylus grandis |
|  |                         |
|  | Nyctosaurus lamegoi     |
|  |                         |

|  | Nyctosaurus nanus    |
|  |                      |
|  | Nyctosaurus gracilis |
|  |                      |

|  | Barbaridactylus grandis |
|  |                         |
|  | Nyctosaurus lamegoi     |
|  |                         |

|  | Nyctosaurus nanus    |
|  |                      |
|  | Nyctosaurus gracilis |
|  |                      |

|  | Alcione elanius   |
|  |                   |
|  | Simurghia robusta |
|  |                   |

|  | Barbaridactylus grandis |
|  |                         |
|  | Nyctosaurus lamegoi     |
|  |                         |

|  | Nyctosaurus nanus    |
|  |                      |
|  | Nyctosaurus gracilis |
|  |                      |

|  | Barbaridactylus grandis |
|  |                         |
|  | Nyctosaurus lamegoi     |
|  |                         |

|  | Nyctosaurus nanus    |
|  |                      |
|  | Nyctosaurus gracilis |
|  |                      |

|  | Barbaridactylus grandis |
|  |                         |
|  | Nyctosaurus lamegoi     |
|  |                         |

|  | Nyctosaurus nanus    |
|  |                      |
|  | Nyctosaurus gracilis |
|  |                      |

|  | Barbaridactylus grandis |
|  |                         |
|  | Nyctosaurus lamegoi     |
|  |                         |

|  | Nyctosaurus nanus    |
|  |                      |
|  | Nyctosaurus gracilis |
|  |                      |

|  | Alcione elanius   |
|  |                   |
|  | Simurghia robusta |
|  |                   |

|  | Barbaridactylus grandis |
|  |                         |
|  | Nyctosaurus lamegoi     |
|  |                         |

|  | Nyctosaurus nanus    |
|  |                      |
|  | Nyctosaurus gracilis |
|  |                      |

|  | Barbaridactylus grandis |
|  |                         |
|  | Nyctosaurus lamegoi     |
|  |                         |

|  | Nyctosaurus nanus    |
|  |                      |
|  | Nyctosaurus gracilis |
|  |                      |

|  | Barbaridactylus grandis |
|  |                         |
|  | Nyctosaurus lamegoi     |
|  |                         |

|  | Nyctosaurus nanus    |
|  |                      |
|  | Nyctosaurus gracilis |
|  |                      |

|  | Barbaridactylus grandis |
|  |                         |
|  | Nyctosaurus lamegoi     |
|  |                         |

|  | Nyctosaurus nanus    |
|  |                      |
|  | Nyctosaurus gracilis |
|  |                      |

|  | Alcione elanius   |
|  |                   |
|  | Simurghia robusta |
|  |                   |

|  | Barbaridactylus grandis |
|  |                         |
|  | Nyctosaurus lamegoi     |
|  |                         |

|  | Nyctosaurus nanus    |
|  |                      |
|  | Nyctosaurus gracilis |
|  |                      |

|  | Barbaridactylus grandis |
|  |                         |
|  | Nyctosaurus lamegoi     |
|  |                         |

|  | Nyctosaurus nanus    |
|  |                      |
|  | Nyctosaurus gracilis |
|  |                      |

|  | Barbaridactylus grandis |
|  |                         |
|  | Nyctosaurus lamegoi     |
|  |                         |

|  | Nyctosaurus nanus    |
|  |                      |
|  | Nyctosaurus gracilis |
|  |                      |

|  | Barbaridactylus grandis |
|  |                         |
|  | Nyctosaurus lamegoi     |
|  |                         |

|  | Nyctosaurus nanus    |
|  |                      |
|  | Nyctosaurus gracilis |
|  |                      |

|  | Alcione elanius   |
|  |                   |
|  | Simurghia robusta |
|  |                   |

|  | Barbaridactylus grandis |
|  |                         |
|  | Nyctosaurus lamegoi     |
|  |                         |

|  | Nyctosaurus nanus    |
|  |                      |
|  | Nyctosaurus gracilis |
|  |                      |

|  | Barbaridactylus grandis |
|  |                         |
|  | Nyctosaurus lamegoi     |
|  |                         |

|  | Nyctosaurus nanus    |
|  |                      |
|  | Nyctosaurus gracilis |
|  |                      |

|  | Barbaridactylus grandis |
|  |                         |
|  | Nyctosaurus lamegoi     |
|  |                         |

|  | Nyctosaurus nanus    |
|  |                      |
|  | Nyctosaurus gracilis |
|  |                      |

|  | Barbaridactylus grandis |
|  |                         |
|  | Nyctosaurus lamegoi     |
|  |                         |

|  | Nyctosaurus nanus    |
|  |                      |
|  | Nyctosaurus gracilis |
|  |                      |

|  | \| \| Geosternbergia sternbergi \| \| \| \| \| \| Pteranodon longiceps \| \| \| \| |
|  |                                                                                    |
|  | Tethydraco regalis                                                                 |
|  |                                                                                    |
|  | Geosternbergia sternbergi                                                          |
|  |                                                                                    |
|  | Pteranodon longiceps                                                               |
|  |                                                                                    |

|  | Geosternbergia sternbergi |
|  |                           |
|  | Pteranodon longiceps      |
|  |                           |

|  | \| \| Geosternbergia sternbergi \| \| \| \| \| \| Pteranodon longiceps \| \| \| \| |
|  |                                                                                    |
|  | Tethydraco regalis                                                                 |
|  |                                                                                    |
|  | Geosternbergia sternbergi                                                          |
|  |                                                                                    |
|  | Pteranodon longiceps                                                               |
|  |                                                                                    |

|  | Geosternbergia sternbergi |
|  |                           |
|  | Pteranodon longiceps      |
|  |                           |

|  | Alcione elanius   |
|  |                   |
|  | Simurghia robusta |
|  |                   |

|  | Barbaridactylus grandis |
|  |                         |
|  | Nyctosaurus lamegoi     |
|  |                         |

|  | Nyctosaurus nanus    |
|  |                      |
|  | Nyctosaurus gracilis |
|  |                      |

|  | Barbaridactylus grandis |
|  |                         |
|  | Nyctosaurus lamegoi     |
|  |                         |

|  | Nyctosaurus nanus    |
|  |                      |
|  | Nyctosaurus gracilis |
|  |                      |

|  | Barbaridactylus grandis |
|  |                         |
|  | Nyctosaurus lamegoi     |
|  |                         |

|  | Nyctosaurus nanus    |
|  |                      |
|  | Nyctosaurus gracilis |
|  |                      |

|  | Barbaridactylus grandis |
|  |                         |
|  | Nyctosaurus lamegoi     |
|  |                         |

|  | Nyctosaurus nanus    |
|  |                      |
|  | Nyctosaurus gracilis |
|  |                      |

|  | Alcione elanius   |
|  |                   |
|  | Simurghia robusta |
|  |                   |

|  | Barbaridactylus grandis |
|  |                         |
|  | Nyctosaurus lamegoi     |
|  |                         |

|  | Nyctosaurus nanus    |
|  |                      |
|  | Nyctosaurus gracilis |
|  |                      |

|  | Barbaridactylus grandis |
|  |                         |
|  | Nyctosaurus lamegoi     |
|  |                         |

|  | Nyctosaurus nanus    |
|  |                      |
|  | Nyctosaurus gracilis |
|  |                      |

|  | Barbaridactylus grandis |
|  |                         |
|  | Nyctosaurus lamegoi     |
|  |                         |

|  | Nyctosaurus nanus    |
|  |                      |
|  | Nyctosaurus gracilis |
|  |                      |

|  | Barbaridactylus grandis |
|  |                         |
|  | Nyctosaurus lamegoi     |
|  |                         |

|  | Nyctosaurus nanus    |
|  |                      |
|  | Nyctosaurus gracilis |
|  |                      |

|  | Alcione elanius   |
|  |                   |
|  | Simurghia robusta |
|  |                   |

|  | Barbaridactylus grandis |
|  |                         |
|  | Nyctosaurus lamegoi     |
|  |                         |

|  | Nyctosaurus nanus    |
|  |                      |
|  | Nyctosaurus gracilis |
|  |                      |

|  | Barbaridactylus grandis |
|  |                         |
|  | Nyctosaurus lamegoi     |
|  |                         |

|  | Nyctosaurus nanus    |
|  |                      |
|  | Nyctosaurus gracilis |
|  |                      |

|  | Barbaridactylus grandis |
|  |                         |
|  | Nyctosaurus lamegoi     |
|  |                         |

|  | Nyctosaurus nanus    |
|  |                      |
|  | Nyctosaurus gracilis |
|  |                      |

|  | Barbaridactylus grandis |
|  |                         |
|  | Nyctosaurus lamegoi     |
|  |                         |

|  | Nyctosaurus nanus    |
|  |                      |
|  | Nyctosaurus gracilis |
|  |                      |

|  | Alcione elanius   |
|  |                   |
|  | Simurghia robusta |
|  |                   |

|  | Barbaridactylus grandis |
|  |                         |
|  | Nyctosaurus lamegoi     |
|  |                         |

|  | Nyctosaurus nanus    |
|  |                      |
|  | Nyctosaurus gracilis |
|  |                      |

|  | Barbaridactylus grandis |
|  |                         |
|  | Nyctosaurus lamegoi     |
|  |                         |

|  | Nyctosaurus nanus    |
|  |                      |
|  | Nyctosaurus gracilis |
|  |                      |

|  | Barbaridactylus grandis |
|  |                         |
|  | Nyctosaurus lamegoi     |
|  |                         |

|  | Nyctosaurus nanus    |
|  |                      |
|  | Nyctosaurus gracilis |
|  |                      |

|  | Barbaridactylus grandis |
|  |                         |
|  | Nyctosaurus lamegoi     |
|  |                         |

|  | Nyctosaurus nanus    |
|  |                      |
|  | Nyctosaurus gracilis |
|  |                      |

|  | Alcione elanius   |
|  |                   |
|  | Simurghia robusta |
|  |                   |

|  | Barbaridactylus grandis |
|  |                         |
|  | Nyctosaurus lamegoi     |
|  |                         |

|  | Nyctosaurus nanus    |
|  |                      |
|  | Nyctosaurus gracilis |
|  |                      |

|  | Barbaridactylus grandis |
|  |                         |
|  | Nyctosaurus lamegoi     |
|  |                         |

|  | Nyctosaurus nanus    |
|  |                      |
|  | Nyctosaurus gracilis |
|  |                      |

|  | Barbaridactylus grandis |
|  |                         |
|  | Nyctosaurus lamegoi     |
|  |                         |

|  | Nyctosaurus nanus    |
|  |                      |
|  | Nyctosaurus gracilis |
|  |                      |

|  | Barbaridactylus grandis |
|  |                         |
|  | Nyctosaurus lamegoi     |
|  |                         |

|  | Nyctosaurus nanus    |
|  |                      |
|  | Nyctosaurus gracilis |
|  |                      |

|  | Alcione elanius   |
|  |                   |
|  | Simurghia robusta |
|  |                   |

|  | Barbaridactylus grandis |
|  |                         |
|  | Nyctosaurus lamegoi     |
|  |                         |

|  | Nyctosaurus nanus    |
|  |                      |
|  | Nyctosaurus gracilis |
|  |                      |

|  | Barbaridactylus grandis |
|  |                         |
|  | Nyctosaurus lamegoi     |
|  |                         |

|  | Nyctosaurus nanus    |
|  |                      |
|  | Nyctosaurus gracilis |
|  |                      |

|  | Barbaridactylus grandis |
|  |                         |
|  | Nyctosaurus lamegoi     |
|  |                         |

|  | Nyctosaurus nanus    |
|  |                      |
|  | Nyctosaurus gracilis |
|  |                      |

|  | Barbaridactylus grandis |
|  |                         |
|  | Nyctosaurus lamegoi     |
|  |                         |

|  | Nyctosaurus nanus    |
|  |                      |
|  | Nyctosaurus gracilis |
|  |                      |

|  | Alcione elanius   |
|  |                   |
|  | Simurghia robusta |
|  |                   |

|  | Barbaridactylus grandis |
|  |                         |
|  | Nyctosaurus lamegoi     |
|  |                         |

|  | Nyctosaurus nanus    |
|  |                      |
|  | Nyctosaurus gracilis |
|  |                      |

|  | Barbaridactylus grandis |
|  |                         |
|  | Nyctosaurus lamegoi     |
|  |                         |

|  | Nyctosaurus nanus    |
|  |                      |
|  | Nyctosaurus gracilis |
|  |                      |

|  | Barbaridactylus grandis |
|  |                         |
|  | Nyctosaurus lamegoi     |
|  |                         |

|  | Nyctosaurus nanus    |
|  |                      |
|  | Nyctosaurus gracilis |
|  |                      |

|  | Barbaridactylus grandis |
|  |                         |
|  | Nyctosaurus lamegoi     |
|  |                         |

|  | Nyctosaurus nanus    |
|  |                      |
|  | Nyctosaurus gracilis |
|  |                      |

|  | Alcione elanius   |
|  |                   |
|  | Simurghia robusta |
|  |                   |

|  | Barbaridactylus grandis |
|  |                         |
|  | Nyctosaurus lamegoi     |
|  |                         |

|  | Nyctosaurus nanus    |
|  |                      |
|  | Nyctosaurus gracilis |
|  |                      |

|  | Barbaridactylus grandis |
|  |                         |
|  | Nyctosaurus lamegoi     |
|  |                         |

|  | Nyctosaurus nanus    |
|  |                      |
|  | Nyctosaurus gracilis |
|  |                      |

|  | Barbaridactylus grandis |
|  |                         |
|  | Nyctosaurus lamegoi     |
|  |                         |

|  | Nyctosaurus nanus    |
|  |                      |
|  | Nyctosaurus gracilis |
|  |                      |

|  | Barbaridactylus grandis |
|  |                         |
|  | Nyctosaurus lamegoi     |
|  |                         |

|  | Nyctosaurus nanus    |
|  |                      |
|  | Nyctosaurus gracilis |
|  |                      |

|  | \| \| Geosternbergia sternbergi \| \| \| \| \| \| Pteranodon longiceps \| \| \| \| |
|  |                                                                                    |
|  | Tethydraco regalis                                                                 |
|  |                                                                                    |
|  | Geosternbergia sternbergi                                                          |
|  |                                                                                    |
|  | Pteranodon longiceps                                                               |
|  |                                                                                    |

|  | Geosternbergia sternbergi |
|  |                           |
|  | Pteranodon longiceps      |
|  |                           |

|  | \| \| Geosternbergia sternbergi \| \| \| \| \| \| Pteranodon longiceps \| \| \| \| |
|  |                                                                                    |
|  | Tethydraco regalis                                                                 |
|  |                                                                                    |
|  | Geosternbergia sternbergi                                                          |
|  |                                                                                    |
|  | Pteranodon longiceps                                                               |
|  |                                                                                    |

|  | Geosternbergia sternbergi |
|  |                           |
|  | Pteranodon longiceps      |
|  |                           |

|  | Alcione elanius   |
|  |                   |
|  | Simurghia robusta |
|  |                   |

|  | Barbaridactylus grandis |
|  |                         |
|  | Nyctosaurus lamegoi     |
|  |                         |

|  | Nyctosaurus nanus    |
|  |                      |
|  | Nyctosaurus gracilis |
|  |                      |

|  | Barbaridactylus grandis |
|  |                         |
|  | Nyctosaurus lamegoi     |
|  |                         |

|  | Nyctosaurus nanus    |
|  |                      |
|  | Nyctosaurus gracilis |
|  |                      |

|  | Barbaridactylus grandis |
|  |                         |
|  | Nyctosaurus lamegoi     |
|  |                         |

|  | Nyctosaurus nanus    |
|  |                      |
|  | Nyctosaurus gracilis |
|  |                      |

|  | Barbaridactylus grandis |
|  |                         |
|  | Nyctosaurus lamegoi     |
|  |                         |

|  | Nyctosaurus nanus    |
|  |                      |
|  | Nyctosaurus gracilis |
|  |                      |

|  | Alcione elanius   |
|  |                   |
|  | Simurghia robusta |
|  |                   |

|  | Barbaridactylus grandis |
|  |                         |
|  | Nyctosaurus lamegoi     |
|  |                         |

|  | Nyctosaurus nanus    |
|  |                      |
|  | Nyctosaurus gracilis |
|  |                      |

|  | Barbaridactylus grandis |
|  |                         |
|  | Nyctosaurus lamegoi     |
|  |                         |

|  | Nyctosaurus nanus    |
|  |                      |
|  | Nyctosaurus gracilis |
|  |                      |

|  | Barbaridactylus grandis |
|  |                         |
|  | Nyctosaurus lamegoi     |
|  |                         |

|  | Nyctosaurus nanus    |
|  |                      |
|  | Nyctosaurus gracilis |
|  |                      |

|  | Barbaridactylus grandis |
|  |                         |
|  | Nyctosaurus lamegoi     |
|  |                         |

|  | Nyctosaurus nanus    |
|  |                      |
|  | Nyctosaurus gracilis |
|  |                      |

|  | Alcione elanius   |
|  |                   |
|  | Simurghia robusta |
|  |                   |

|  | Barbaridactylus grandis |
|  |                         |
|  | Nyctosaurus lamegoi     |
|  |                         |

|  | Nyctosaurus nanus    |
|  |                      |
|  | Nyctosaurus gracilis |
|  |                      |

|  | Barbaridactylus grandis |
|  |                         |
|  | Nyctosaurus lamegoi     |
|  |                         |

|  | Nyctosaurus nanus    |
|  |                      |
|  | Nyctosaurus gracilis |
|  |                      |

|  | Barbaridactylus grandis |
|  |                         |
|  | Nyctosaurus lamegoi     |
|  |                         |

|  | Nyctosaurus nanus    |
|  |                      |
|  | Nyctosaurus gracilis |
|  |                      |

|  | Barbaridactylus grandis |
|  |                         |
|  | Nyctosaurus lamegoi     |
|  |                         |

|  | Nyctosaurus nanus    |
|  |                      |
|  | Nyctosaurus gracilis |
|  |                      |

|  | Alcione elanius   |
|  |                   |
|  | Simurghia robusta |
|  |                   |

|  | Barbaridactylus grandis |
|  |                         |
|  | Nyctosaurus lamegoi     |
|  |                         |

|  | Nyctosaurus nanus    |
|  |                      |
|  | Nyctosaurus gracilis |
|  |                      |

|  | Barbaridactylus grandis |
|  |                         |
|  | Nyctosaurus lamegoi     |
|  |                         |

|  | Nyctosaurus nanus    |
|  |                      |
|  | Nyctosaurus gracilis |
|  |                      |

|  | Barbaridactylus grandis |
|  |                         |
|  | Nyctosaurus lamegoi     |
|  |                         |

|  | Nyctosaurus nanus    |
|  |                      |
|  | Nyctosaurus gracilis |
|  |                      |

|  | Barbaridactylus grandis |
|  |                         |
|  | Nyctosaurus lamegoi     |
|  |                         |

|  | Nyctosaurus nanus    |
|  |                      |
|  | Nyctosaurus gracilis |
|  |                      |

|  | Alcione elanius   |
|  |                   |
|  | Simurghia robusta |
|  |                   |

|  | Barbaridactylus grandis |
|  |                         |
|  | Nyctosaurus lamegoi     |
|  |                         |

|  | Nyctosaurus nanus    |
|  |                      |
|  | Nyctosaurus gracilis |
|  |                      |

|  | Barbaridactylus grandis |
|  |                         |
|  | Nyctosaurus lamegoi     |
|  |                         |

|  | Nyctosaurus nanus    |
|  |                      |
|  | Nyctosaurus gracilis |
|  |                      |

|  | Barbaridactylus grandis |
|  |                         |
|  | Nyctosaurus lamegoi     |
|  |                         |

|  | Nyctosaurus nanus    |
|  |                      |
|  | Nyctosaurus gracilis |
|  |                      |

|  | Barbaridactylus grandis |
|  |                         |
|  | Nyctosaurus lamegoi     |
|  |                         |

|  | Nyctosaurus nanus    |
|  |                      |
|  | Nyctosaurus gracilis |
|  |                      |

|  | Alcione elanius   |
|  |                   |
|  | Simurghia robusta |
|  |                   |

|  | Barbaridactylus grandis |
|  |                         |
|  | Nyctosaurus lamegoi     |
|  |                         |

|  | Nyctosaurus nanus    |
|  |                      |
|  | Nyctosaurus gracilis |
|  |                      |

|  | Barbaridactylus grandis |
|  |                         |
|  | Nyctosaurus lamegoi     |
|  |                         |

|  | Nyctosaurus nanus    |
|  |                      |
|  | Nyctosaurus gracilis |
|  |                      |

|  | Barbaridactylus grandis |
|  |                         |
|  | Nyctosaurus lamegoi     |
|  |                         |

|  | Nyctosaurus nanus    |
|  |                      |
|  | Nyctosaurus gracilis |
|  |                      |

|  | Barbaridactylus grandis |
|  |                         |
|  | Nyctosaurus lamegoi     |
|  |                         |

|  | Nyctosaurus nanus    |
|  |                      |
|  | Nyctosaurus gracilis |
|  |                      |

|  | Alcione elanius   |
|  |                   |
|  | Simurghia robusta |
|  |                   |

|  | Barbaridactylus grandis |
|  |                         |
|  | Nyctosaurus lamegoi     |
|  |                         |

|  | Nyctosaurus nanus    |
|  |                      |
|  | Nyctosaurus gracilis |
|  |                      |

|  | Barbaridactylus grandis |
|  |                         |
|  | Nyctosaurus lamegoi     |
|  |                         |

|  | Nyctosaurus nanus    |
|  |                      |
|  | Nyctosaurus gracilis |
|  |                      |

|  | Barbaridactylus grandis |
|  |                         |
|  | Nyctosaurus lamegoi     |
|  |                         |

|  | Nyctosaurus nanus    |
|  |                      |
|  | Nyctosaurus gracilis |
|  |                      |

|  | Barbaridactylus grandis |
|  |                         |
|  | Nyctosaurus lamegoi     |
|  |                         |

|  | Nyctosaurus nanus    |
|  |                      |
|  | Nyctosaurus gracilis |
|  |                      |

|  | Alcione elanius   |
|  |                   |
|  | Simurghia robusta |
|  |                   |

|  | Barbaridactylus grandis |
|  |                         |
|  | Nyctosaurus lamegoi     |
|  |                         |

|  | Nyctosaurus nanus    |
|  |                      |
|  | Nyctosaurus gracilis |
|  |                      |

|  | Barbaridactylus grandis |
|  |                         |
|  | Nyctosaurus lamegoi     |
|  |                         |

|  | Nyctosaurus nanus    |
|  |                      |
|  | Nyctosaurus gracilis |
|  |                      |

|  | Barbaridactylus grandis |
|  |                         |
|  | Nyctosaurus lamegoi     |
|  |                         |

|  | Nyctosaurus nanus    |
|  |                      |
|  | Nyctosaurus gracilis |
|  |                      |

|  | Barbaridactylus grandis |
|  |                         |
|  | Nyctosaurus lamegoi     |
|  |                         |

|  | Nyctosaurus nanus    |
|  |                      |
|  | Nyctosaurus gracilis |
|  |                      |

## Storia della scoperta

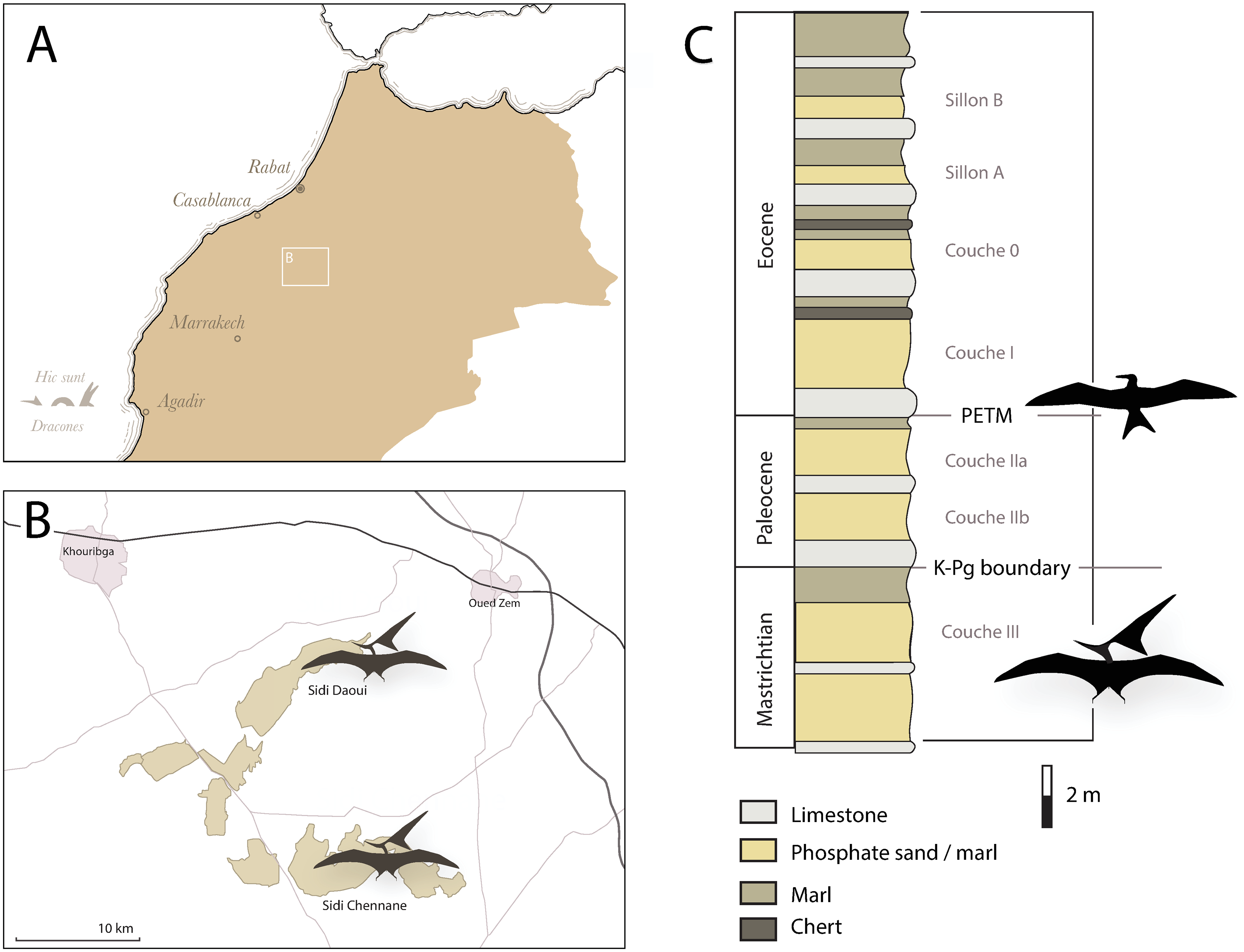
Mappa che mostra i depositi di fosfato in Marocco dove sono stati rinvenuti i fossili

Nel 2015, un gruppo di paleontologi ha acquistato fossili di pterosauri da commercianti di fossili che li hanno acquistati da lavoratori nelle miniere di fosfato del Khouribga. Lo scopo era quello di determinare la biodiversità degli pterosauri alla fine del Cretaceo. Infatti, non vi è traccia di Lagerstätten di pterosauri in questa periodo, siti con una grande ricchezza di specie e una conservazione eccezionale. Tuttavia, sono stati trovati alcuni scheletri parziali di Azhdarchidae, dai quali molti ricercatori hanno concluso che gli altri gruppi di pterosauri si erano già estinti prima della fine del periodo. Tuttavia, la cattiva conservazione dei fossili potrebbe aver dato un'immagine falsa della situazione. Questo può essere testato raccogliendo tutte le ossa che si trovano negli strati di fosfato estesi che sono sistematicamente e commercialmente estratti su larga scala. Risultò che c'erano delle ossa tra quelli che non sembravano appartenere ad azhdarchidi. Dopo averli analizzati e studiati i ricercatori hanno deciso di istituirne nuove specie.
Nel 2018, Nicholas R. Longrich, David M. Martill e Brian Andres nominarono e descrissero la specie tipo Tethydraco regalis. Il nome generico, Tethydraco, unisce le parole Tetide, il mare che a quel tempo separava l'Africa dall'Europa e dall'Asia, con la parola latina draco, ossia "drago". Il nome specifico, regalis, è una parola latina che significa "regale".
L'olotipo, FSAC-OB 1, si trova nel mezzo Couche III, il complesso di strati di fosfato più basso a Sidi Daoui che risale al tardo Maastrichtiano. L'olotipo consiste in un omero sinistro piuttosto appiattito. Tra gli altri esemplari assegnati al genere vi sono: FSAC-OB 199: un'ulna, FSAC-DB 200: un'ulna; FSAC-OB 201: un femore, e FSAC-OB 202: un femore con tibia. I descrittori hanno ammesso che era difficile dimostrare un legame tra le ossa assegnate e l'olotipo. I gomiti, tuttavia, si adattano bene in larghezza all'omero. I femori vengono assegnati perché sembrano pertadinisti.